# Eine ganz heiße Nummer
Eine ganz heiße Nummer ist eine deutsche Filmkomödie von Markus Goller aus dem Jahr 2011. Die Produktion basiert auf einem Drehbuch der Autorin Andrea Sixt, die bereits den gleichnamigen Bestseller (1998) schrieb, und erzählt von drei berufstätigen Frauen unterschiedlichen Alters, die in ihrer streng katholischen Gemeinde im Bayerischen Wald eine Sexhotline gründen, um die Pleite ihres Tante-Emma-Ladens zu verhindern, und damit einen haushohen Skandal heraufbeschwören. Die Hauptrollen übernahmen Gisela Schneeberger, Bettina Mittendorfer, Rosalie Thomass und Monika Gruber.
Die Produktion der TNF Tele Norm Film GmbH und der ATrack Film GmbH wurde in Koproduktion mit dem ZDF von September bis November 2010 in der niederbayerischen Gemeinde Gotteszell sowie in Regensburg gedreht und lief am 27. Oktober 2011 in den deutschen Kinos an. Kritiker verglichen die Komödie mit der Schweizer Produktion Die Herbstzeitlosen (2006) sowie britischen Sozialkomödien wie Ganz oder gar nicht (1997) und Kalender Girls (2003). Mit mehr als eine Million Besuchern avancierte der Film zur zweiterfolgreichsten deutschen Arthouse-Produktion des Jahres 2011. Unter der Regie von Rainer Kaufmann wurde der Film 2019 mit Eine ganz heiße Nummer 2.0 fortgesetzt.

## Handlung
In der niederbayerischen Gemeinde Marienzell treibt die Wirtschaftskrise die Bewohner in die Arbeitslosigkeit. Nach Schließung der örtlichen Glashütte warten auch die beiden Inhaberinnen des Tante-Emma-Ladens Lebensmittel Brandner, Waltraud Wackernagel und Maria Brandner, samt ihrer Verkäuferin Lena vergeblich auf die letzte verbliebene Kundschaft ihres Geschäftes, die inzwischen lieber im Discount-Supermarkt in Zwiesel einkaufen geht. Obendrein erscheint eines Tages Herr Sonnleitner von der Bayernbank unangemeldet im Laden und verkündet die Kündigung des zukunftssichernden Geschäftskredits mit einer Frist von vier Wochen. Da Waltrauds Ehemann durch die Schließung der Glashütte arbeitslos geworden ist, droht dem Ehepaar zudem der Verlust des Eigenheims.
Waltraud, Maria und Lena bleiben nur wenige Wochen Zeit, sich mit Zusatzeinnahmen aus der Misere zu befreien. Da scheint die Schnapsidee, heimlich eine Sexhotline zu gründen, bald wie die Rettung – nicht ohne in der streng katholischen Heimat jedoch einen haushohen Skandal heraufzubeschwören. Bereits nach kurzer Zeit halten die drei Frauen die erste Telefon-Abrechnung von ungefähr 7.000 Euro in den Händen. Allerdings fliegt das geheime Unternehmen auf, als die Ehefrau des Bürgermeisters, Gerti Oberbauer, Maria beim Stöhnen im Laden erwischt. Durch ihren etwas zurückgebliebenen Sohn Jakob lässt sie Fotos der drei Frauen beim Telefonieren machen und spielt diese der Lokalzeitung zu. Diese erscheint just an dem Tag, an dem sich der Dekan im Dorf die neuen Fensterentwürfe für den Regensburger Dom zeigen lässt.
Am Abend, nachdem der Dekan empört das Dorf verlassen hat, zieht der Großteil der wütenden Dorfbevölkerung mit Fackeln zum Haus von Maria, in das sich ihre beiden Freundinnen gerade noch rechtzeitig flüchten können. Maria erklärt dem Mob, dass sie im Grunde gar nichts Schlimmes getan hätten und dass die Dorfbevölkerung ebenfalls Schuld trage, da sie den Discounter bevorzugt hatte. Nach dem Tod ihres pflegebedürftigen Vaters begibt sich Maria auf eine längere Reise nach Südamerika, von der sie auch Herr Sonnleitner, der sich als Hotline-Kunde entpuppt und sie unbedingt im wahren Leben kennenlernte wollte, nicht abbringen kann. Waltraud macht unterdessen Karriere als „Sexpertin“ im lokalen Fernsehen, während Lena eine Beziehung mit dem jungen Landwirt Willi eingeht. Die Frau des Bürgermeisters eröffnet eine eigene Sex-Hotline.

## Hintergrund
Eine ganz heiße Nummer basiert auf dem gleichnamigen Roman von Buch- und Drehbuchautorin Andrea Sixt aus dem Jahr 1998. Sixt zeigte sich auch für das Drehbuch zum Film verantwortlich, konnte die Dialoge – anders als im Buch – jedoch mit einem deutlich größeren Anteil bairischen Dialekts versehen. Für die Realisierung ihres Drehbuchs gelang es Sixt, die beiden Produzenten Florian Deyle und Philip Schulz-Deyle zu gewinnen. Das Duo verglich die Produktion mit britischen Arbeiterkomödien wie Kalender Girls (2003) und We Want Sex (2010), die sich wie Eine ganz heiße Nummer durch „ein großes Maß an Authentizität“ auszeichneten. Die Regie übernahm wiederum Markus Goller, der mit Kameramann Ueli Steiger, einem Freund Andrea Sixts, an der Komödie Friendship! (2010) gearbeitet hatte. Goller entdeckte in dem Stoff Parallelen zu seinem vorherigen Projekt und befand sowohl die geplanten Drehorte in seiner Heimat als auch die weibliche Hauptbesetzung als größten Anreiz des Projekts, nachdem Gisela Schneeberger, Bettina Mittendorfer und Rosalie Thomass bereits vor seiner Zusage hatten verpflichtet werden können.

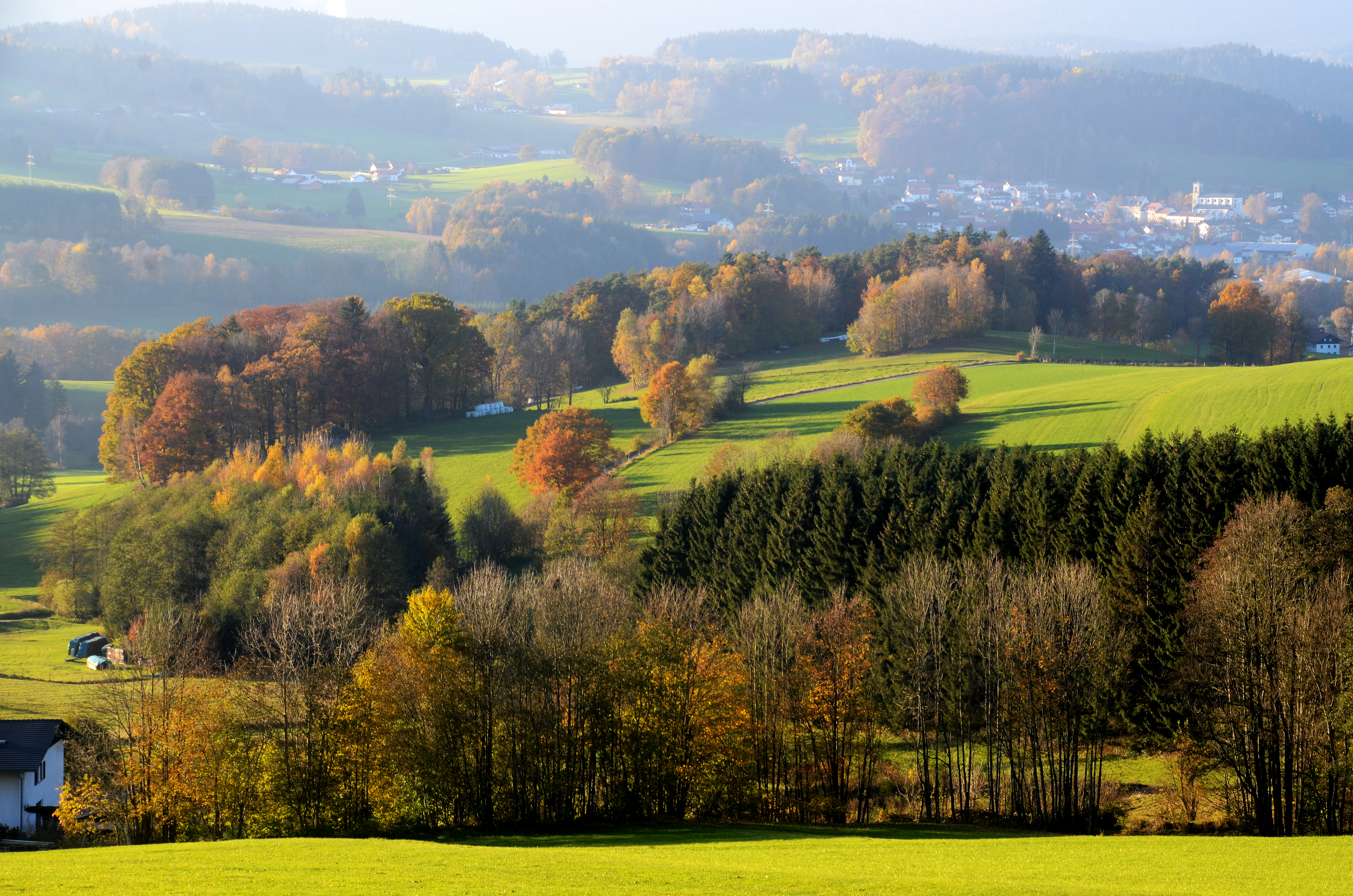
Als Hauptdrehort fungierte die niederbayerische Gemeinde Gotteszell inmitten des Bayerischen Waldes.

Neben Deyle und Schulz-Deyles tnf telenormfilm traten Martin Richter und Andrea Sixt mit ihrer Produktionsfirma ATrack Film als Produzenten in Erscheinung. Darüber hinaus fungierte das ZDF als Koproduzent des Projektes. Der FilmFernsehFonds Bayern unterstützte die Produktion mit rund 830.000 Euro zur Drehbuch-, Produktions- und Verleihförderung. Weiterhin beteiligten sich sowohl der Bayerische Bankenfonds mit 100.000 Euro als auch der Deutsche Filmförderfonds mit weiteren rund 555.000 Euro an dem Projekt. Gedreht wurde die Filmkomödie zwischen dem 23. September und 9. November 2010 in der niederbayerischen Gemeinde Gotteszell im Bayerischen Wald und im oberpfälzischen Regensburg. Sixt und Goller blieben während der Dreharbeiten in ständigem Kontakt und entschieden sich dazu, noch am Set Szenen wiederholt umzuschreiben, um auf wichtige Anregungen der Schauspieler
einzugehen.

## Kritik
Dietmar Kanthak von epd Film resümierte, dass die Komödie „zum einen auf die originäre Kraft bajuwarischer Komik“ vertraue, zum anderen „von deftigen Kontrasten“ lebe. Das „gemächliche Tempo des Films“ sei „ebenso satirisches Stilmittel wie die harmlos dahinplätschernde Musik“, wobei der „wahre Triumph der Komödie“ darin liege, dass sie ihren Figuren genug Luft zum Atmen lasse. Goller und Sixt begäben „sich hinter die Oberfläche einer liebevoll ausgemalten dörflichen Welt“, deren trockener Humor „die Komödie vor platter Peinlichkeit“ bewahre. Insbesondere Schneeberger finde „als Waltraud wunderbar leise Töne“.
Die Zeitschrift Blickpunkt:Film bezeichnete den Film als „charmante und gut besetzte Sittenkomödie“, die „publikums-tauglich“ auf allzu Anzügliches verzichte und daher in weiten Teilen der Schweizer Komödie Die Herbstzeitlosen (2006) ähnele. Goller inszeniere „mit ruhiger Hand melancholische wie komische Situationen, die vor allem aus den Anforderungen des Telefonsex, der Gläubigkeit und dem Schamempfinden des Trios“ entstünden. Das Portal resümierte den Film als „gagreiches, publikumsorientiertes und affirmatives Lebensratgeberkino, das als sympathischer Frauenfilm funktioniert ebenso wie als fideler Schwank.“
Asokan Nirmalarajah von Filmstarts nannte den Film eine „hübsch fotografierte und mit eingängiger Musik untermalte Heimatfarce mit sympathischen Figuren“ und verglich ihn mit englischen Arbeiterklassen-Komödien wie Ganz oder gar nicht (1997) oder Kalender Girls (2003), an deren sorgfältigen Handlungsaufbau die Produktion erinnere. Seiner Meinung nach hält Goller „gekonnt die Balance zwischen ernsten und humorvollen Elementen und verliert bei der zunächst vielleicht albern wirkenden Idee […] auch die sozialen Hintergründe der sympathisch gezeichneten Figuren nicht aus den Augen.“
Brigitte Preissler von Die Welt befand, dass Sixt „bei der Charakterisierung ihrer Figuren richtig tief in die Klischeekiste gegriffen“ habe und schrieb weiter: „Vor der homogenen Spießer-Kulisse sind mittels handfester Sex- und Fäkalwitzchen nun mal die knalligsten Effekte zu erzielen. Um dem Film Tiefgang zu verleihen, bauen Goller und Sixt zwar auch allerlei ernste Motive ein […] Nützt aber nichts, der Plot zerfasert dadurch nur. Mehr als mäßig witzige Unterhaltung darf man von Eine ganz heiße Nummer also nicht erwarten.“

## Erfolg

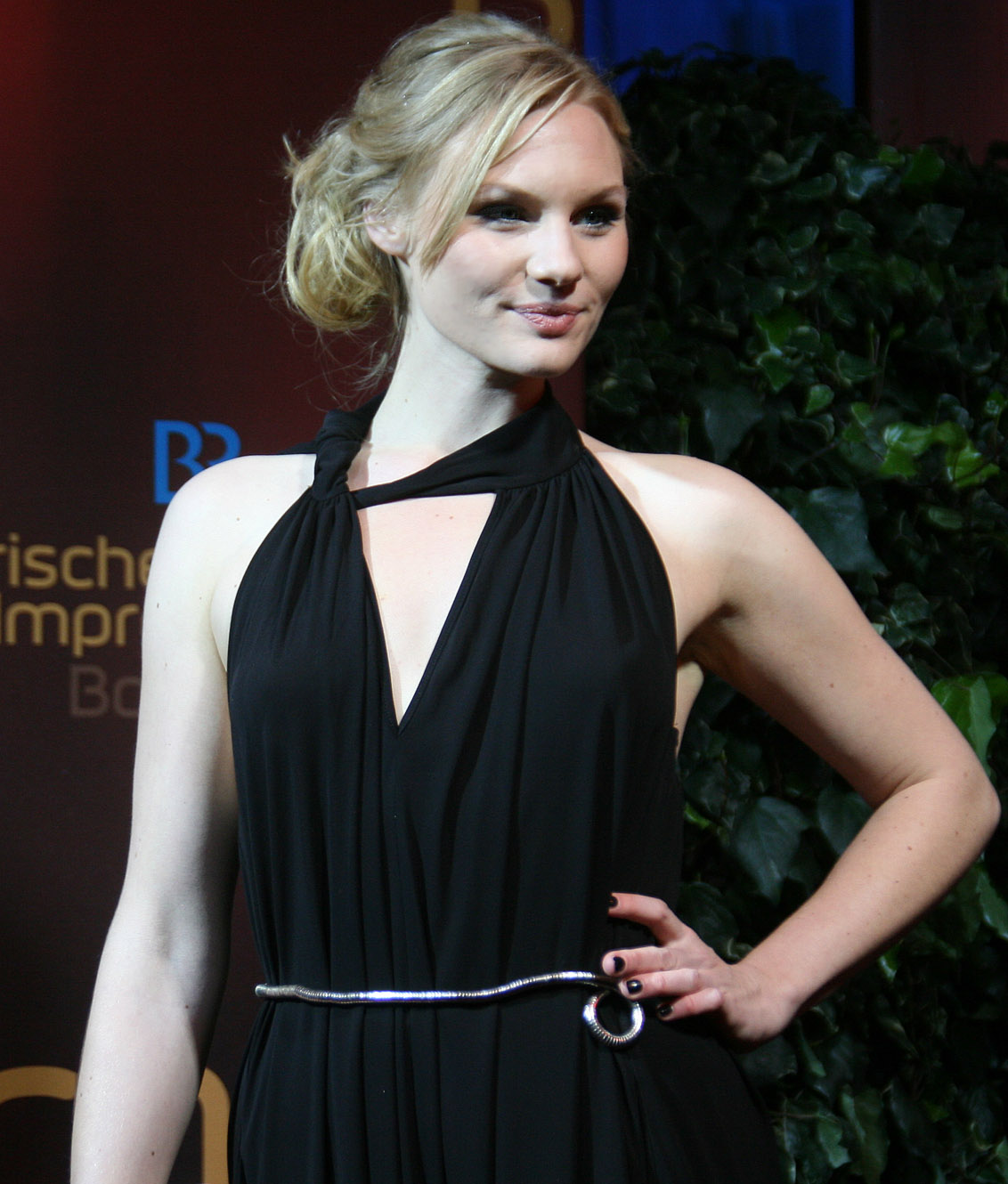
Darstellerin Rosalie Thomass bei der Verleihung des Bayerischen Filmpreises 2012.

Eine ganz heiße Nummer feierte am 30. September 2011 auf dem Zurich Film Festival Weltpremiere. In Deutschland lief der Film im Rahmen einer Vorpremiere am 20. Oktober 2011 im Filmtheater in Zwiesel, und am 25. Oktober 2011 im Mathäser Filmpalast in München. Die Freigabe zur öffentlichen Vorführung der Produktion durch ihren Verleih, die UFA, erfolgte schließlich am 27. Oktober 2011.
Presseberichten zufolge zählte der Spielfilm nach Ende des ersten Vorführwochenendes rund 125.000 Besucher in nur 169 Kinos und platzierte sich damit hinter den beiden Neueinsteigern Die Abenteuer von Tim und Struppi und Killer Elite sowie Johnny English – Jetzt erst recht! und Wickie auf großer Fahrt auf Platz 5 der deutschen Kinocharts. Der Film konnte bei einem Einspielergebnis von etwas mehr als insgesamt 875.000 Euro folglich den besten Kopienschnitt des Wochenendes verzeichnen. In den Arthouse-Kinocharts verdrängte die Komödie gar Pedro Almodóvars Thriller Die Haut, in der ich wohne von der Spitze der Tabelle.
Die Marke von einer Million Besuchern erreichte Eine ganz heiße Nummer in der neunten Spielwoche. In den Arthouse-Jahrescharts 2011 rangierte der Spielfilm auf Platz acht der meistgesehenen Arthouse-Filme des Jahres und war in dieser Liste hinter Yasemin Şamderelis Almanya – Willkommen in Deutschland die zweiterfolgreichste deutsche Produktion. In den Gesamtjahrescharts platzierte sich die Komödie mit 1.027.339 Besuchern wiederum auf Platz acht der erfolgreichsten deutschen Kinoproduktionen aus 2011.

## Auszeichnungen
Schauspielerin Bettina Mittendorfer erhielt für ihre Darstellung der Maria den Bayerischen Filmpreis 2011, während Gisela Schneeberger für ihr Spiel den Deutschen Schauspielerpreis 2014 gewann. Darüber hinaus war Eine ganze heiße Nummer in der Kategorie Film National für den Bambi 2012 nominiert, unterlag jedoch Bora Dagtekins Türkisch für Anfänger.

## Fortsetzung
Vom 24. April bis 13. Juni 2018 wurden in Gotteszell und Umgebung sowie in München die Dreharbeiten für eine direkte Fortsetzung des Films aufgenommen. Der Arbeitstitel lautete Eine ganz heiße Nummer 2.0. Während Gisela Schneeberger, Rosalie Thomass und Bettina Mittendorfer erneut für ihre Rollen Waltraud, Lena und Maria verpflichtet werden konnten, übernahm Rainer Kaufmann die Regie von Markus Goller. Neben dem Frauentrio traten unter anderem Franziska Schlattner, Matthias Ransberger, Tristan Seith, Felix von Manteuffel, Jorge González und Günther Maria Halmer vor die Kamera. Das Drehbuch steuerten diesmal Kathrin Richter und Jürgen Schlagenhof bei.